# Corsia purpurata
Corsia purpurata är en enhjärtbladig växtart som beskrevs av Louis Otho Otto Williams. Corsia purpurata ingår i släktet Corsia och familjen Corsiaceae. Inga underarter finns listade.